# Международный юношеский день
Международный юношеский день (МЮД) — международный праздник молодёжи, проводившийся в 1915—1945 годах.

## История
Установлен решением Бернской международной социалистической конференции молодёжи на Пасху в апреле 1915 года в целях мобилизации молодёжи на борьбу за мир, против империалистической войны. Впервые был проведён 3 октября 1915 в Швейцарии, Нидерландах, США, Италии, Румынии и ряде других стран.
В 1916—1931 годах отмечался в первое воскресенье сентября, а с 1932 года по предложению некоторых секций Коммунистического интернационала молодёжи — 1 сентября. В России был впервые проведён в сентябре 1917 года. МЮД отмечался массовыми демонстрациями и митингами молодёжи; в СССР проводился как день интернациональной солидарности и трудовых успехов молодёжи в социалистическом строительстве. В 1945 году в Лондоне была основана Всемирная федерация демократической молодёжи, день создания которой — 10 ноября — стал с 1946 года ежегодно отмечаться как Всемирный день молодёжи.
В 1935 году перед 21-м днём молодежи Алексей Стаханов установил рекорд добычи угля, который позже стал днём шахтера.

## Память
- В СССР существовало имя Мюд (см. Список имён советского происхождения);
- В Луганске имеется улица 21-го МЮДа;
- Переулком МЮД назывался Красный переулок в Одессе (1938—1941)[1];
- В Сыктывкаре имеется проезд XX МЮД;
- В деревне Большие Легаши Зуевского района Кировской области находился колхоз «МЮДа». Председатель Герой Социалистического Труда Кормщиков А. Х.[2];
- В Суздальском районе Владимирской области есть племзавод 17 МЮД;
- Улица МЮДа есть в Удомле;
- Шахта имени МЮД в городе Кривой Рог;
- В честь МЮДа названо село Чаплинка (или МЮД) Днепропетровская область, Украина.
- Улица МЮДа в Мариуполе.